# Tsunami Relief Cardiff

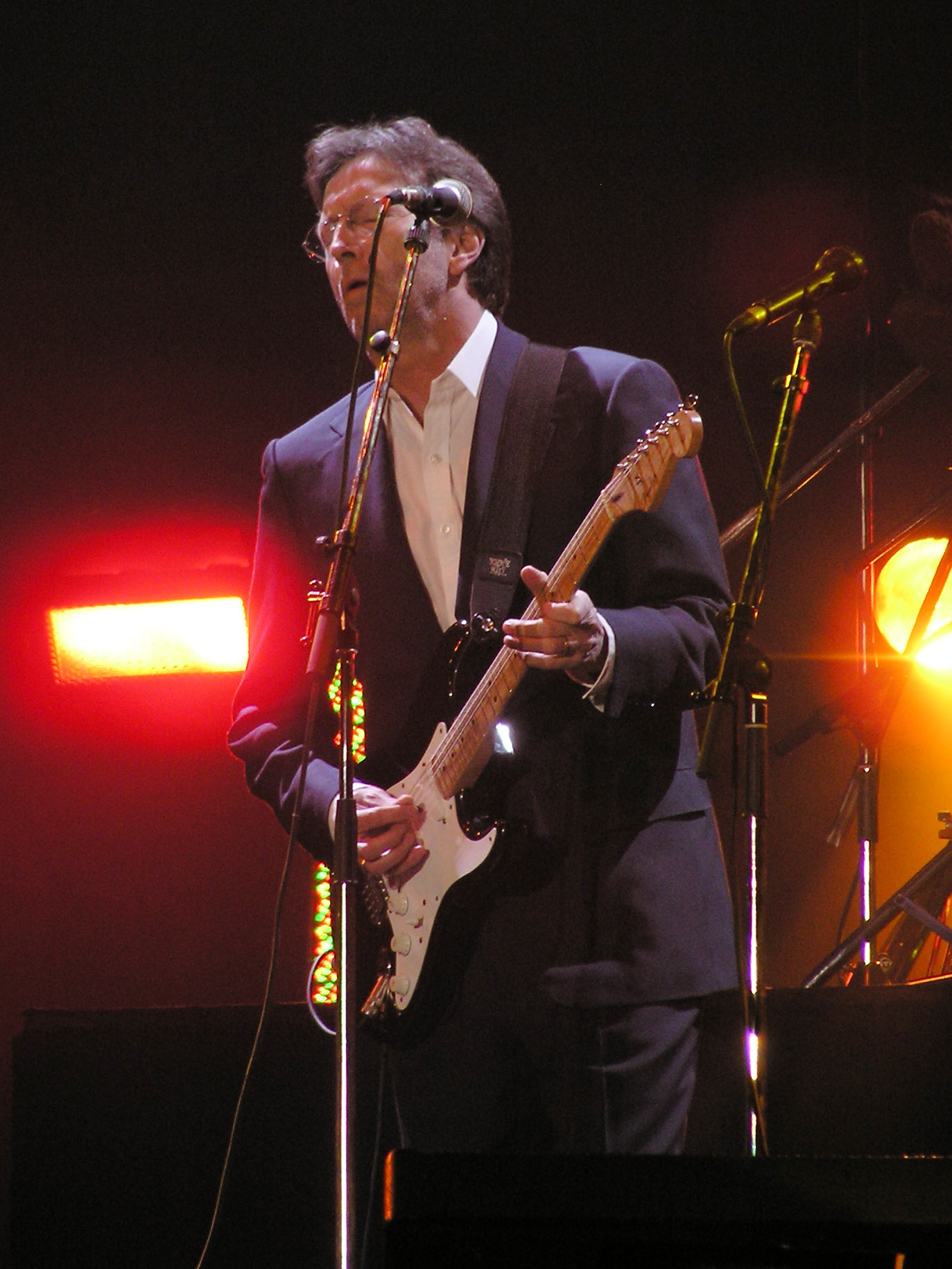
Eric Clapton während des Konzerts

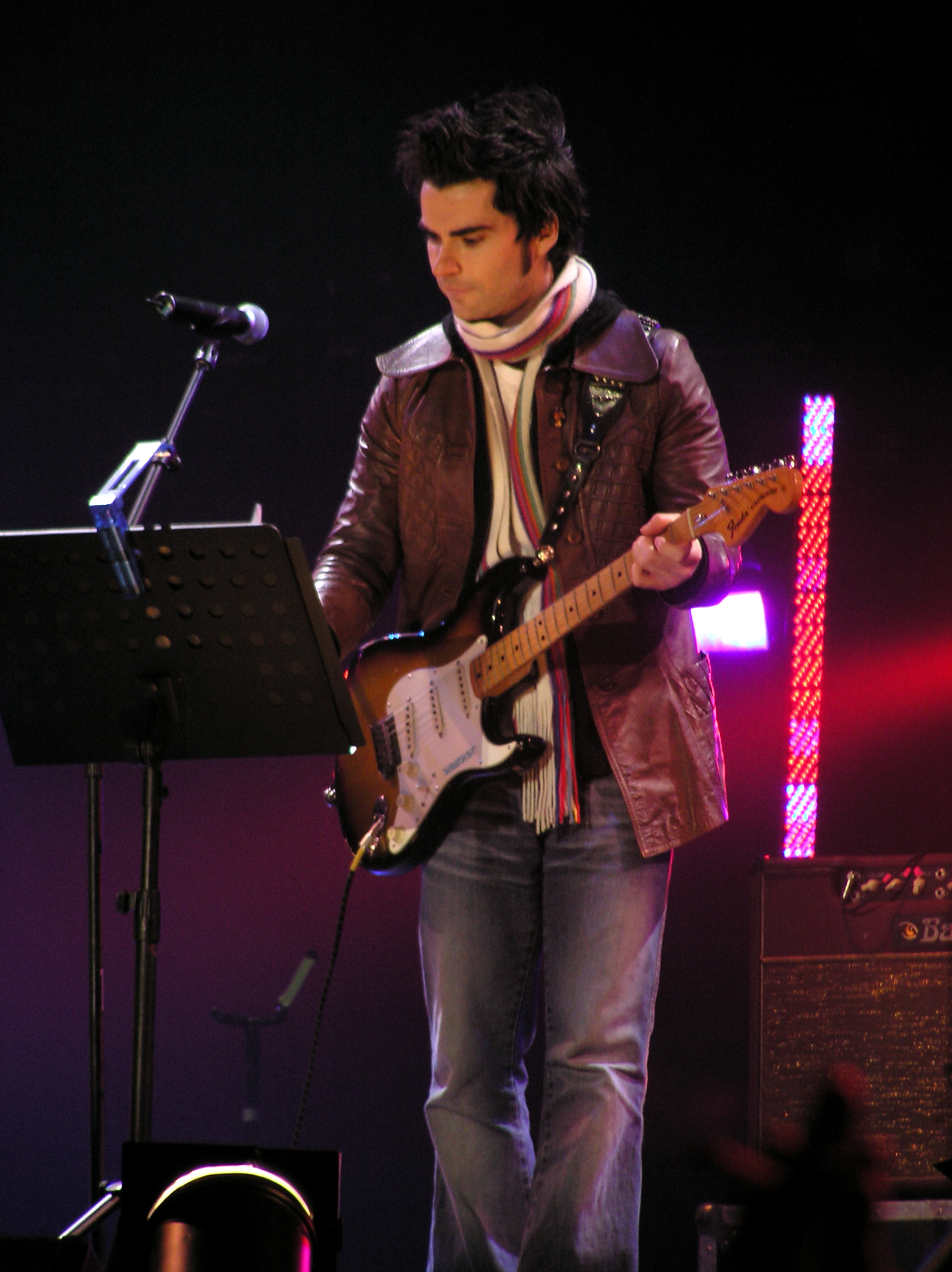
Kelly Jones während seines Auftritts

Tsunami Relief Cardiff war ein am 22. Januar 2005 im Millennium Stadium, Cardiff ausgetragenes Benefizkonzert zu Gunsten der Opfer des Erdbebens im Indischen Ozean 2004. Das Konzert brachte 1,248,963 £ ein.

## Wissenswertes
Das Konzert war das größte Charity-Konzert seit Live Aid 1985 im Vereinigten Königreich, mehr als 60.000 Zuschauer waren anwesend und mehrere Millionen am Fernseher sahen sich das siebenstündige Konzert an. 57.000 Tickets wurden innerhalb drei Tagen verkauft. Als bekannt gegeben wurde, dass weitere 3.000 verkauft werden, soll das Konzert bereits nach 20 Minuten komplett ausverkauft gewesen sein.

## Musik
Das Konzert beinhaltete unterschiedlichste Musikrichtungen: Blues, Rock mit Eric Clapton und Jools Holland, Klassische Musik von Aled Jones und Charlotte Church als auch Welsh-Rock von Feeder und den Manic Street Preachers.

### Künstler
- Badly Drawn Boy
- Camera
- Charlotte Church
- Eric Clapton
- Craig David
- Embrace
- Feeder
- Goldie Lookin’ Chain
- Jools Holland
- Katherine Jenkins
- Aled Jones
- Kelly Jones
- Keane
- Lemar
- Liberty X
- Lulu
- Manic Street Preachers
- Brian McFadden
- Raghav
- Heather Small
- Snow Patrol